# Gilles Jaquet
Pour les articles homonymes, voir Jaquet.
Gilles Jaquet, né le 16 juin 1974 à La Chaux-de-Fonds, est un snowboardeur suisse, spécialiste du géant parallèle. À la fin de sa carrière sportive et jusqu'aux jeux de Vancouver, il entrainera avec succès l'équipe nationale de Slovénie, qui comprend entre autres : Rok Flander, Žan Košir, Glorija Kotnik. En octobre 2016, il a été nommé à la tête du Service des sports neuchâtelois. Il entrera en fonction en janvier 2017.

## Palmarès
- Jeux olympiques
  - 3 participations comme athlète, Nagano, Salt Lake City (9e) et Torino (8e)

- Championnats du monde
  -  Médaille d'or en géant parallèle en 2001
  -  Médaille d'or aux Championnats du Monde ISF 2001-2002

- Coupe du monde
  - 15 victoires et 36 podiums en Coupe du monde en Boardercross, slalom parallèle, géant, super-g et géant parallèle (de 1995 à 2008).
  - vainqueur de la Coupe du monde de géant parallèle en 2001 et 2002
  - 4e de la Coupe du monde de slalom parallèle en 2003

- Championnats suisses
  -  en Geant // 1998
  -  en Geant // 2000